# Jacques Antoine Charles Bresse

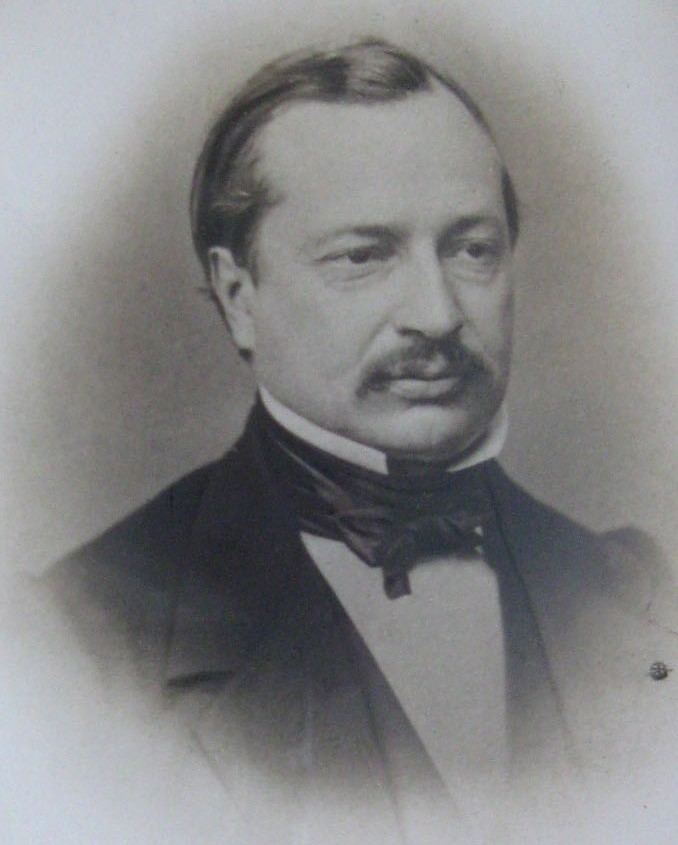
Jacques Bresse

Jacques Antoine Charles Bresse (Vienne, 9 oktober 1822 - Parijs, 22 mei 1883) was een Franse ingenieur in de mechanica.
Hij is bekend van zijn in 1854 verschenen studie over de doorbuiging en sterkte van balken en bogen. Hij is een van de 72 Fransen wier namen in reliëf op de Eiffeltoren zijn aangebracht.